# Zamai csata
A zamai csata a második pun háború döntő csatája volt, i. e. 202. október 19-én. Zama Karthágó városától délnyugatra helyezkedik el Numídiában.

## Előzményei
Miután Hannibál nem tudott döntő csatát nyerni Itáliában, a rómaiak Scipio proconsult Afrikába küldték, hogy közvetlenül veszélyeztethesse Karthágó városát.
Miután Bagradasnál a rómaiak győztek, Karthágó hazarandelte Hannibált, aki Itáliában harcoló csapatait magára hagyta, de a városállam új erőt állított fel neki. Hannibal új sereget kapott (mintegy 45 000 gyalogos, 4000 lovas és 80 harci elefántja lett), amelyet észak-afrikai, baleári, gall, ligur és makedón zsoldosokat alkottak. Scipio serege valamivel kisebb volt (kb. 34 000 gyalogos, de 8000 lovas). Masszinissza numídiai király a rómaiakat támogatta jelentős lovassággal.

## A csata
A csatában a római, azaz a rómaiakhoz átállt numídiai lovasság vette a kezébe a kezdeményezést. Elűzte a karthágói lovasságot, majd hátba támadta a gyalogságot. Ezek után a karthágóiak 12 000 idegen zsoldosa, miután kilátástalannak látta helyzetét (a karthágóiak feláldozták volna őket, a lehetséges siker reményében) a karthágóiak ellen fordultak. Ezek után összeomlott a karthágói sereg. A punok mintegy 20 000 embert vesztettek, a rómaiak körülbelül 1500-at.

## Következményei
A karthágóiak még néhány hónapig kitartottak, majd csak kr. e. 201-ben foglalták el a rómaiak.

## Érdekesség
Mivel a csata idején napfogyatkozás volt, ezért ez az egyik legszilárdabban datált ókori esemény.

## Térképek

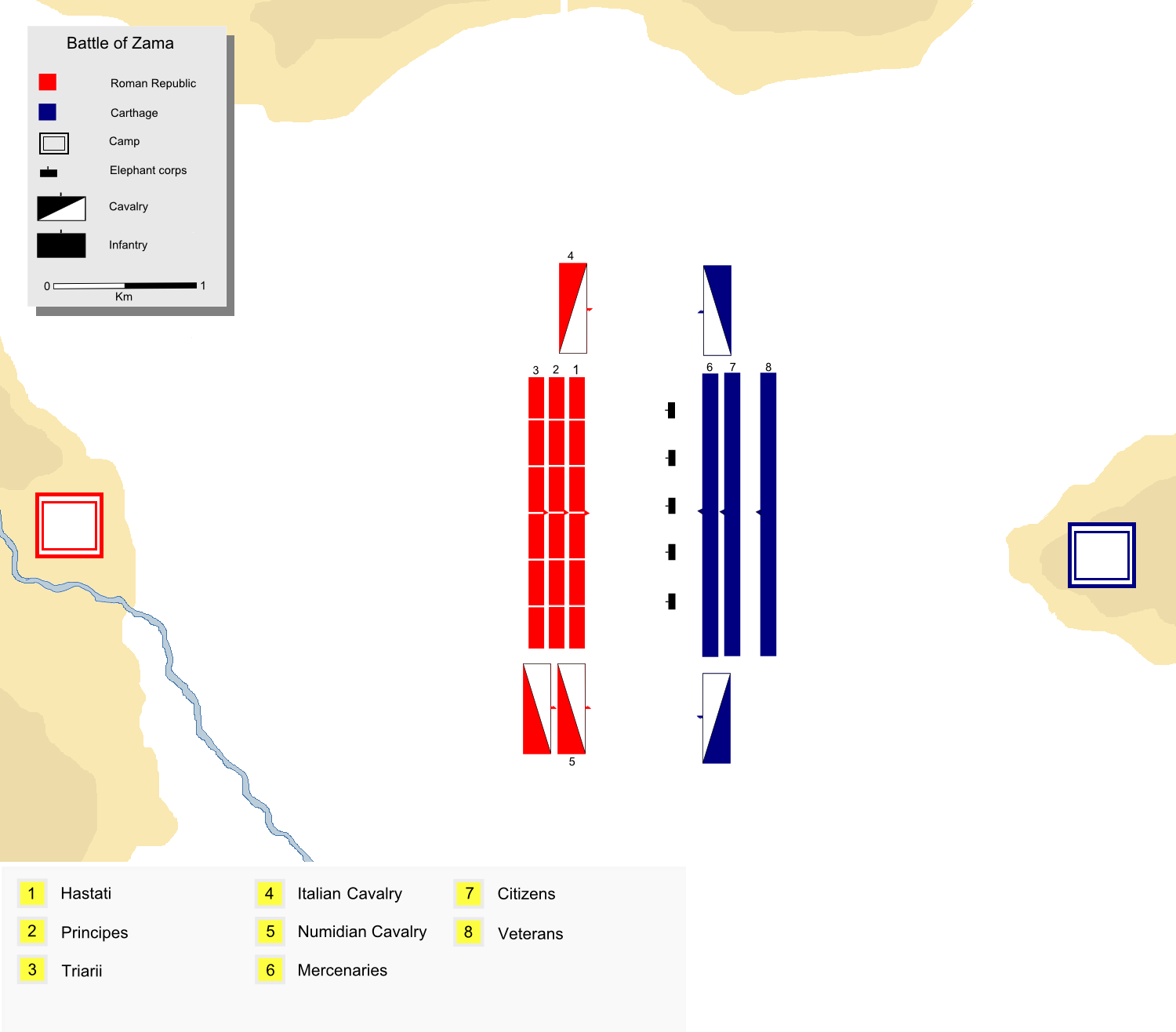
A csata hadrendje
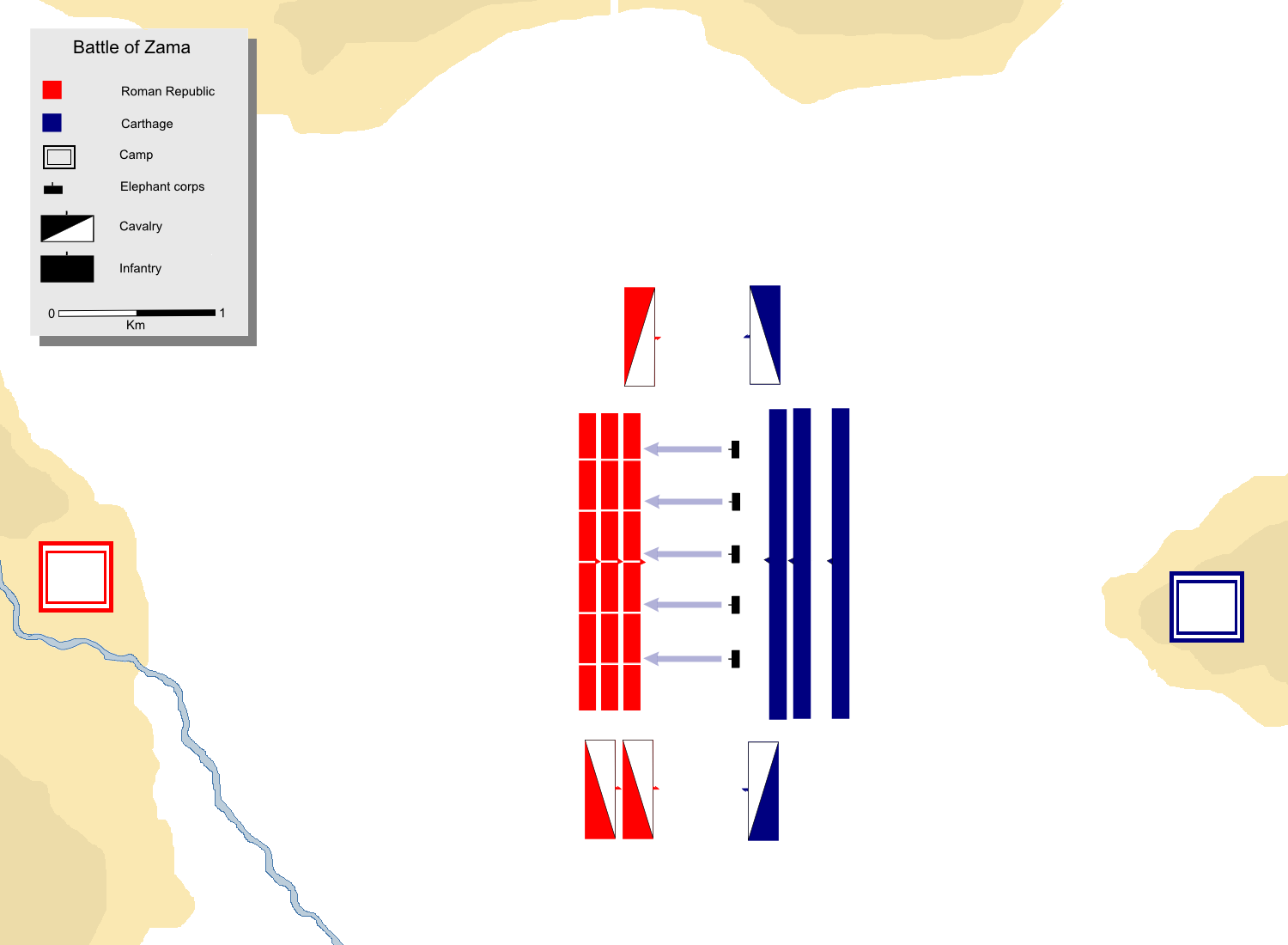
Kezdő hadmozdulatok
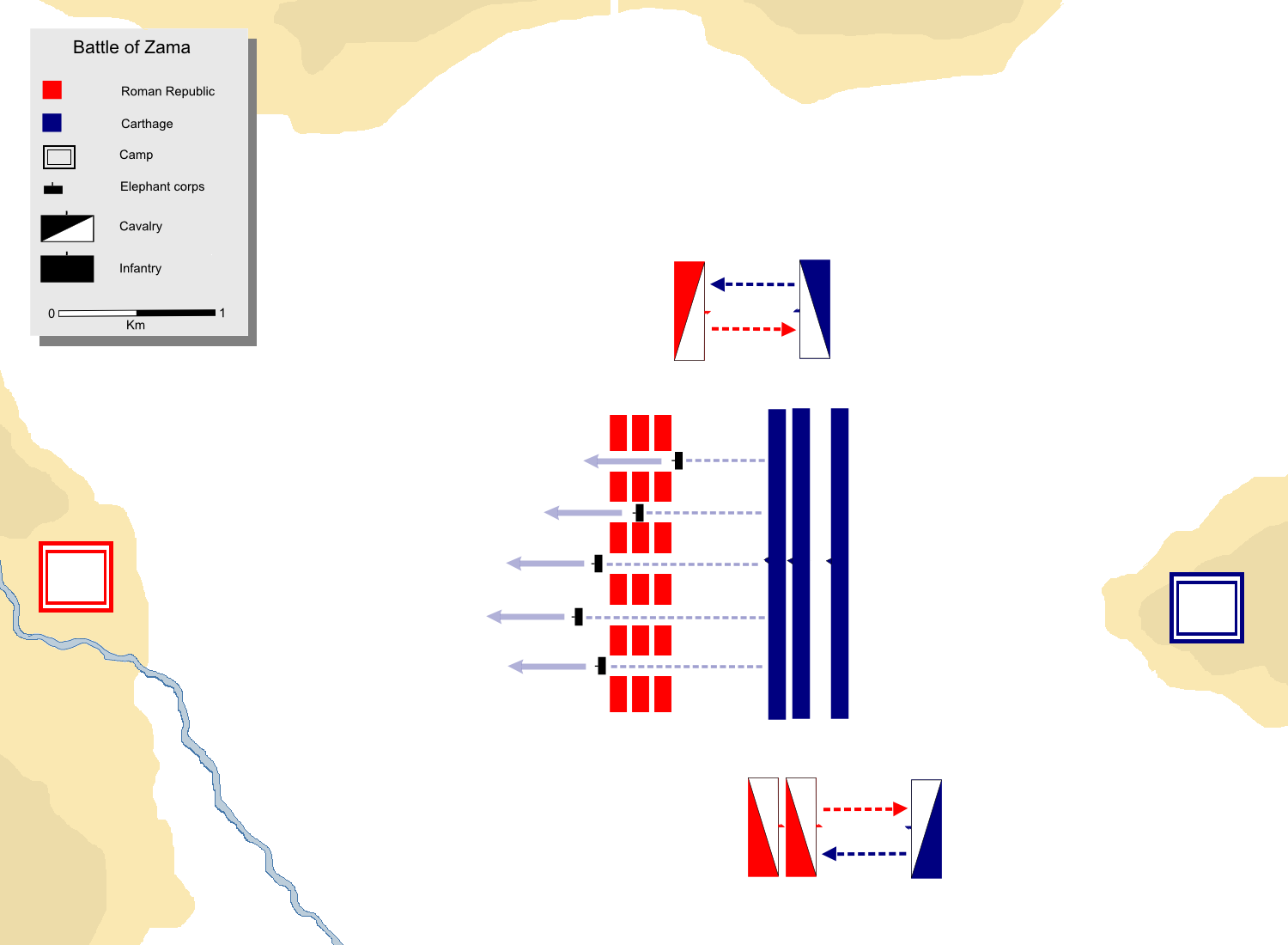
Az ütközet kezdete
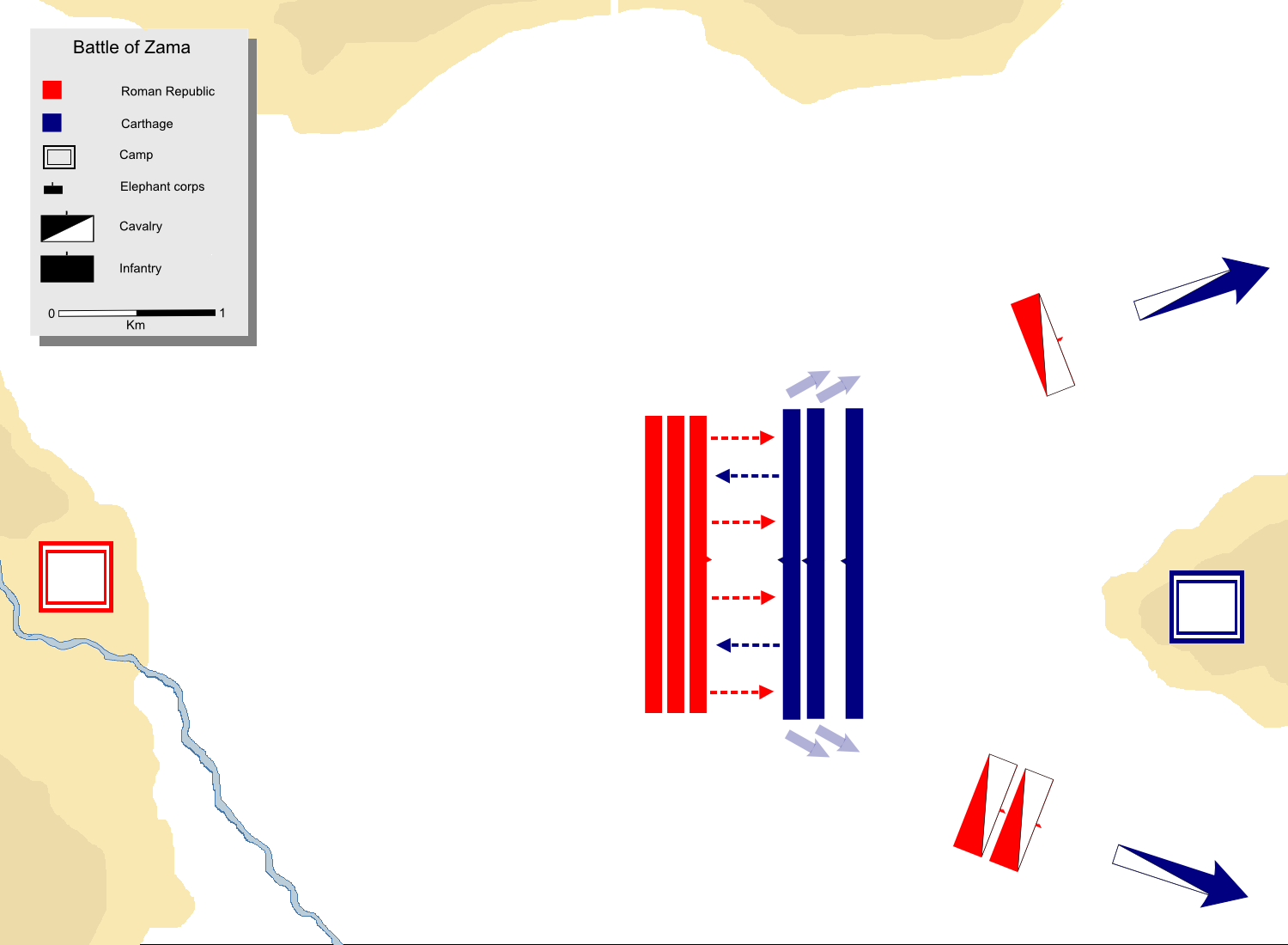
Karthágói visszavonulás
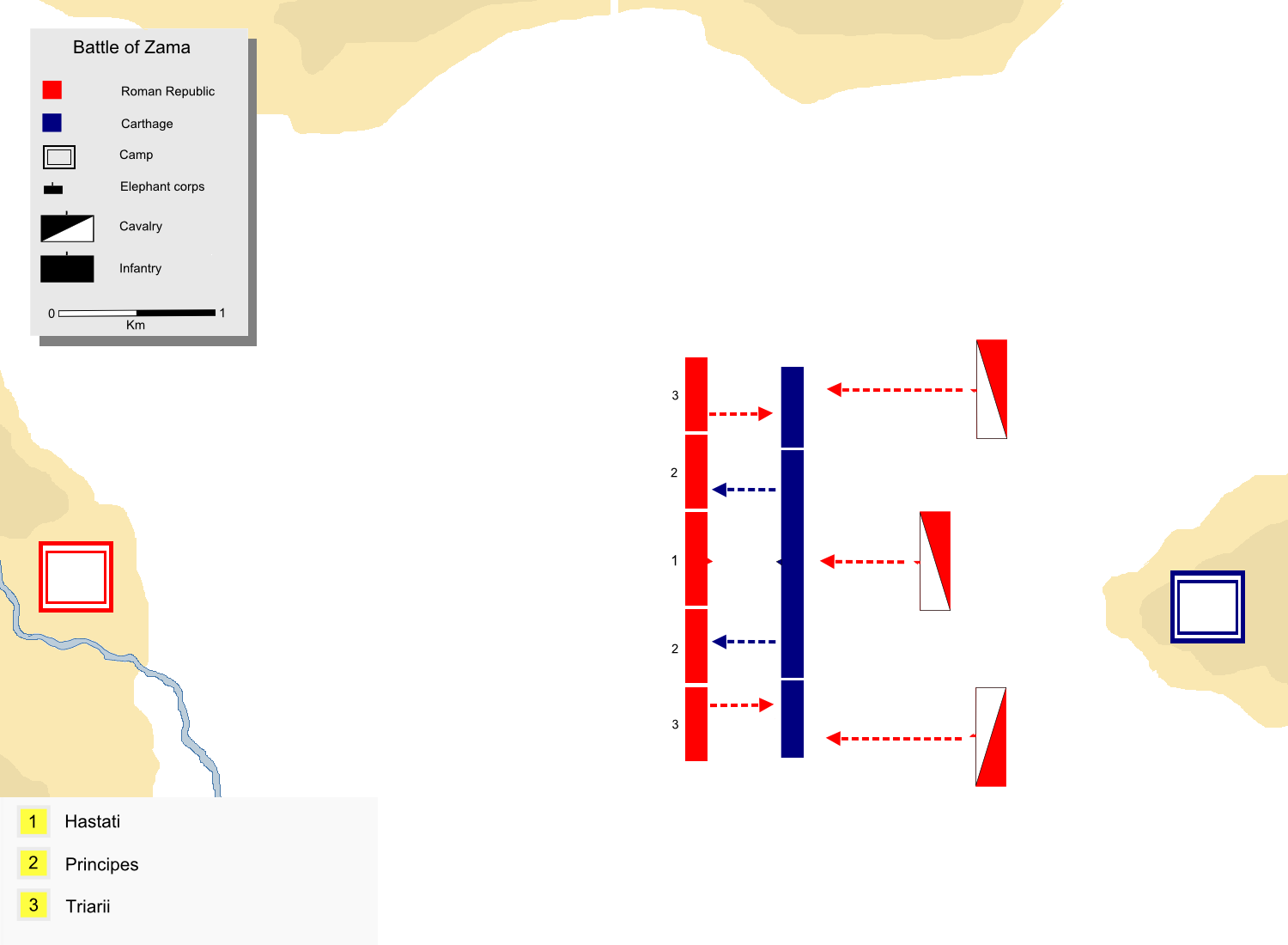
A karthágóiak bekerítése

## Fordítás
- Ez a szócikk részben vagy egészben  a   Battle of Zama című angol Wikipédia-szócikk ezen változatának fordításán alapul.  Az eredeti cikk szerkesztőit annak laptörténete sorolja fel. Ez a jelzés csupán a megfogalmazás eredetét és a szerzői jogokat jelzi, nem szolgál a cikkben szereplő információk forrásmegjelöléseként.